# Héléna Cazaute
Héléna Cazaute (Narbona, 17 dicembre 1997) è una pallavolista francese, schiacciatrice del VakıfBank.

## Carriera

### Club
La carriera di Héléna Cazaute inizia nelle giovanili del Gruissan nel 2005; nella stagione 2013-14 entra a far parte della squadra federale del IFVB.
Nella stagione 2014-15 esordisce in Ligue A con il Béziers, dove resta per tre annate, mentre nell'annata 2017-18 viene ingaggiata dal RC Cannes con cui vince la Coppa di Francia 2017-18 e lo scudetto 2018-19. Nella stagione 2019-20 passa all'ASPTT Mulhouse, sempre nella massima divisione, conquistando nell'annata 2020-21 sia la Coppa nazionale che il campionato, premiata, in entrambe le manifestazioni, come MVP.
Nella stagione 2021-22 si trasferisce in Italia, difendendo i colori del Chieri '76, in Serie A1, con cui vince la WEVZA Cup 2022, premiata come MVP, e la Challenge Cup 2022-23: dopo un biennio nella formazione piemontese, per il campionato 2023-24 approda alla Pro Victoria, sempre in Serie A1. Nel campionato 2025-26, invece, è di scena in Sultanlar Ligi con il VakıfBank.

### Nazionale
Nel 2013 viene convocata nella nazionale Under-18 francese.
Nel 2015 ottiene le prime convocazioni nella nazionale maggiore. Nel 2022 vince la medaglia d'oro all'European Golden League e nel 2023 l'oro alla Volleyball Challenger Cup.

## Palmarès

### Club
- Campionato francese: 2

2018-19, 2020-21
- Coppa di Francia: 2

2017-18, 2020-21
- Challenge Cup: 1

2022-23
- WEVZA Cup: 1

2022

### Nazionale (competizioni minori)
- European Golden League 2022
- Volleyball Challenger Cup 2023

### Premi individuali
- 2021 - Coppa di Francia: MVP
- 2021 - Ligue A: MVP
- 2022 - WEVZA Cup: MVP